# 古典阿德勒心理学
古典阿德勒心理学(Classical Adlerian Psychology)指的是由阿尔弗雷德·阿德勒在与西格蒙德·弗洛伊德决裂后，以个体心理学为名创立的心理学理论系统。

也同时指一个当代的阿德勒心理学思潮，其主张在当下的时代(以准论战的方式)保存阿德勒工作的真正价值。

## 今日的古典阿德勒心理学
这一现代运动自我描述为一个基于价值的、充分整合的性格理论、一个精神病理学模型、一种生活哲学、一种预防教育的策略，和一种心理治疗的技巧，同时包含深度精神理论以及日常生活中的务实、民主原则。而他的任务是推动心理健康的发展，和个人、夫妻、家庭的合作以更有效地促进社会平等、民主的理念。一种积极乐观和鼓舞人心的心理治疗方案，主张平衡个人需求和社会责任的关系，认为二者存在同等的必要性。

## 起源和发展
由于来自阿德勒的教育和治疗风格构成的坚实基础，这一运动今日已经整合了许多资源，来自于Kurt Adler, Alexander Müller, Lydia Sicher,Sophia de Vries, 和Anthony Bruck;还有亚伯拉罕·马斯洛关于自我实现的研究,他本人接受过阿德勒的指导;以及Henry Stein对理论的极富创意的发展。

## 阿德勒的性格理论

### 自卑的主要及次要感觉
自卑的主要感受是来源于婴孩期，因为人常常感受到渺小、脆弱和依赖性：这些事实构成了阿德勒思考的基础，也是其与弗洛伊德决裂的一个动因。自卑的感觉，通常是可以促进发展的，但对于孩童来说，可能会演变成生理障碍。不恰当的教育和抚养方式（包括虐待、疏忽、溺爱），或者一些文化上或者经济上的问题，都可能会形成夸大化的自卑感受。